# یواس‌اس ال‌اس‌تی-۵۲۸
یواس‌اس ال‌اس‌تی-۵۲۸ (به انگلیسی: USS LST-528) یک کشتی بود که طول آن ۳۲۸ فوت (۱۰۰ متر) بود. این کشتی در سال ۱۹۴۴ ساخته شد.